# لوپبوری
لوپبوری (به تایلندی: ลพบุรี) یک شهرداری در تایلند است که در استان لوپبوری واقع شده‌است.

## خصوصیات
لوپبوری ۲۶٬۵۰۰ نفر جمعیت دارد و ۱۹ متر بالاتر از سطح دریا واقع شده‌است.

## نگارخانه

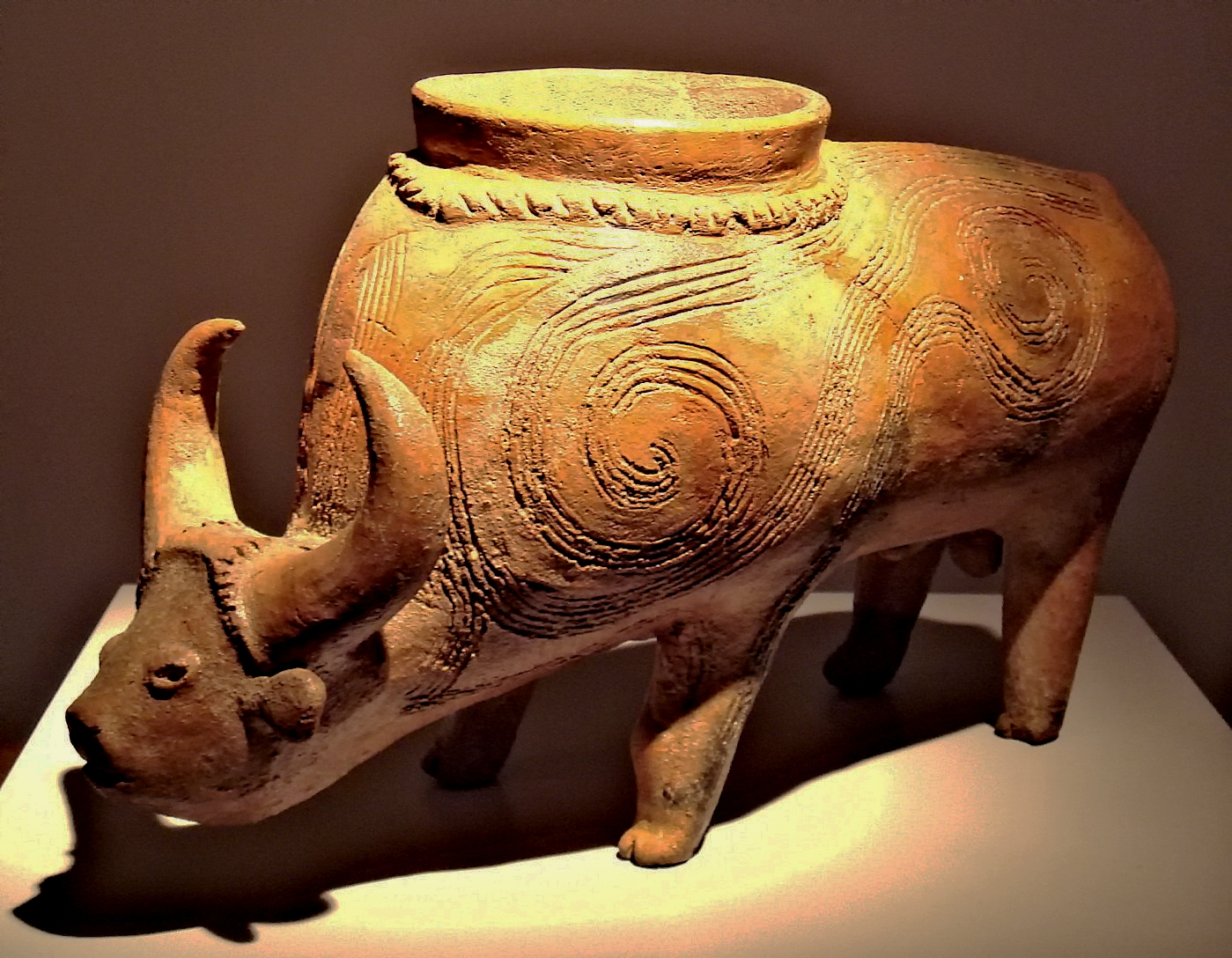
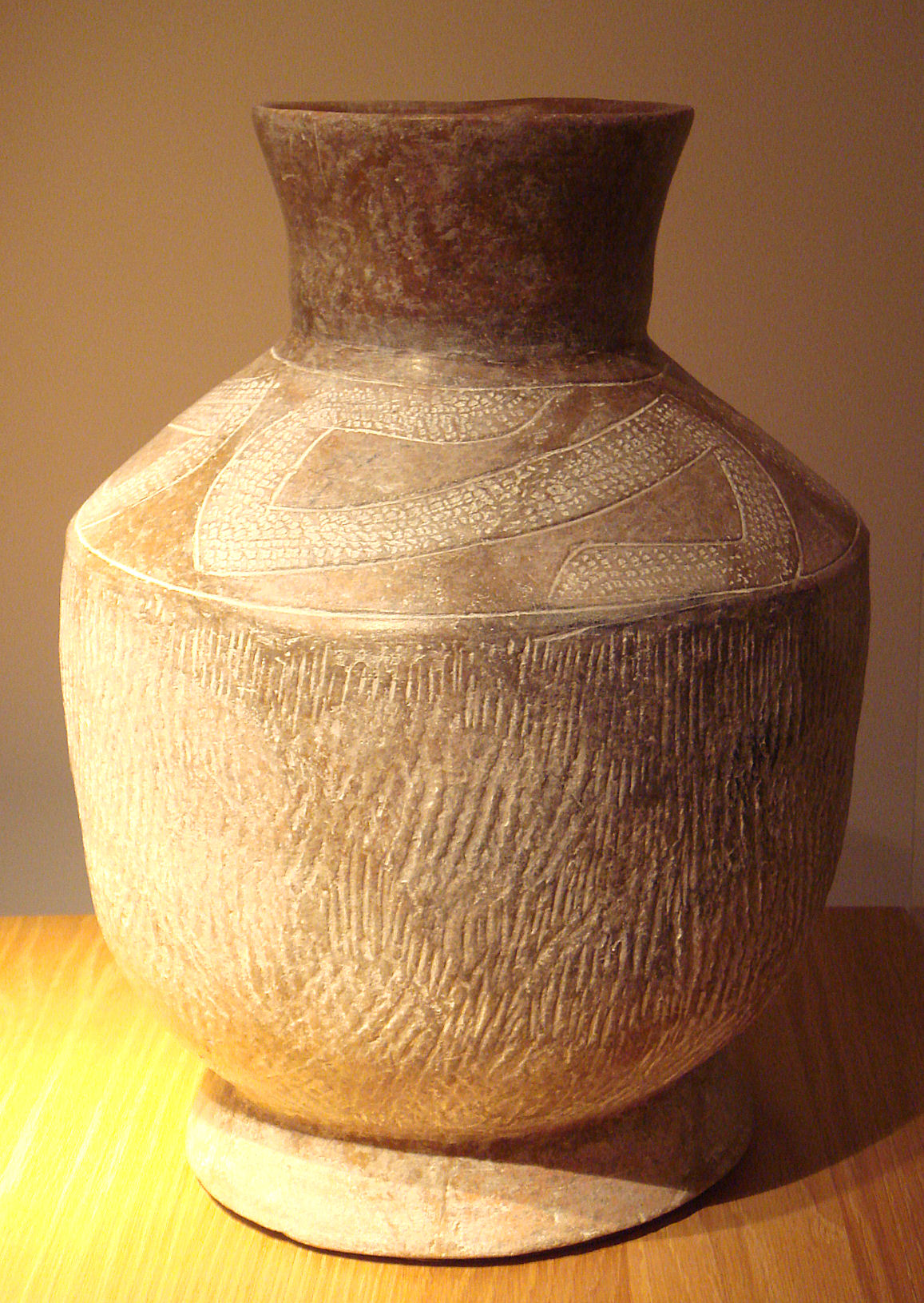